# 87. Infanterie-Division (Deutsches Kaiserreich)
Die 87. Infanterie-Division war ein Großverband der Preußischen Armee im Ersten Weltkrieg.

## Geschichte
Die Division entstand aus dem nach ihrem Führer benannten Korps „Dickhuth“, das als Teil der Armeeabteilung „Gallwitz“ an der Ostfront kämpfte. Nach dem dortigen Waffenstillstand verblieb sie hier noch eine Weile und beteiligte sich an der Okkupation ausgedehnter Gebiete. Mitte März 1918 erfolgte die Verlegung nach Frankreich an die Westfront. Nach Kriegsende marschierte die Division in die Heimat zurück, wo sie bis Ende Januar 1919 demobilisiert und schließlich aufgelöst wurde.

### Gefechtskalender

#### 1915
- bis 26. September – Schlacht bei Wilna
- 05. bis 19. Oktober – Gefechte an der Mjadsjolka und Dryswjata
- ab 20. Oktober – Stellungskämpfe zwischen Narotsch- und Dryswjaty-See

#### 1916
- 01. Januar bis 31. Dezember – Stellungskämpfe zwischen Narotsch- und Dryswjaty-See

#### 1917
- bis 9. November – Stellungskämpfe zwischen Narotsch- und Dryswjaty-See
- 12. November bis 7. Dezember – Stellungskämpfe vor Dünaburg
- 07 bis 17. Dezember – Waffenruhe
- ab 17. Dezember – Waffenstillstand

#### 1918
- bis 18. Februar – Waffenstillstand
- 18. Februar bis 3. März – Offensive gegen den Peipussee und die obere Düna
- 03. bis 14. März – Okkupation russischen Gebiets zwischen oberer Düna und Peipussee
- 15. bis 30. März – Reserve der OHL und Transport nach dem Westen
- 31. März bis 29. Mai – Stellungskämpfe in der Champagne
- 02. bis 13. Juni – Stellungskämpfe bei Reims
- 14. Juni bis 4. Juli – Stellungskämpfe zwischen Oise, Aisne und Marne
- 05. bis 17. Juli – Stellungskämpfe zwischen Aisne und Marne
- 18. bis 25. Juli – Abwehrschlacht zwischen Soissons und Reims
- 26. Juli bis 3. August – Bewegliche Abwehrschlacht zwischen Marne und Vesle
- 04. bis 9. August – Stellungskämpfe an der Vesle
- 22. August bis 2. September – Schlacht Albert-Péronne
- 03. bis 7. September – Kämpfe vor der Siegfriedfront
- 08. bis 28. September – Abwehrschlacht zwischen Cambrai und St. Quentin
- 28. September bis 27. Oktober – Stellungskämpfe in Lothringen
- 30. Oktober bis 4. November – Kämpfe vor und in der Hermannstellung
- 05. bis 11. November – Rückzugskämpfe vor der Antwerpen-Maas-Stellung
- ab 12. November – Räumung des besetzten Gebietes und Marsch in die Heimat

## Gliederung

### Kriegsgliederung vom 13. September 1915
- 173. Infanterie-Brigade
  - Infanterie-Regiment Nr. 345
  - Infanterie-Regiment Nr. 346
- 179. Infanterie-Brigade
  - Infanterie-Regiment Nr. 347
  - Landsturm-Infanterie-Regiment Nr. 8
- Kavallerie-Regiment Nr. 87
- Stab und 1. Bataillon/Feldartillerie-Regiment Nr. 87
- Feldartillerie-Abteilung Nr. 87
- 4. Kompanie/Pionier-Bataillon Nr. 26
- 2. Kompanie/Garde-Landwehr-Pioniere

### Kriegsgliederung vom 24. Februar 1918
- 179. Infanterie-Brigade
  - Infanterie-Regiment Nr. 345
  - Infanterie-Regiment Nr. 347
  - Reserve-Ersatz-Regiment Nr. 3
  - Radfahr-Kompanie Nr. 156
  - 1. Eskadron/Grenadier-Regiment zu Pferde Nr. 3
- Artillerie-Kommandeur Nr. 3
  - Vorpommersches Feldartillerie-Regiment Nr. 38
- Pionier-Bataillon Nr. 87
- Divisions-Nachrichten-Kommandeur Nr. 87

## Kommandeure
| Dienstgrad      | Name                        | Datum                               |
| --------------- | --------------------------- | ----------------------------------- |
| Generalleutnant | Gustaf von Dickhuth-Harrach | 25. September 1915 bis 5. Juli 1916 |
| Generalleutnant | Georg von Stangen           | 6. Juli 1916 bis 3. Januar 1918     |
| Generalmajor    | Erich Feldtkeller           | 4. Januar 1918 bis 25. Januar 1919  |